# Томмі ван дер Легте
Томмі ван дер Легте (нід. Tommie van der Leegte, нар. 27 березня 1977) — нідерландський футболіст, що грав на позиції півзахисника.
Виступав, зокрема, за клуб ПСВ, а також молодіжну збірну Нідерландів.
Чемпіон Нідерландів. Дворазовий володар Кубка Нідерландів. Володар Суперкубка Нідерландів.

## Клубна кар'єра
У дорослому футболі дебютував 1994 року виступами за команду ПСВ, у якій провів три сезони, взявши участь у 30 матчах чемпіонату. За цей час виборов титул володаря Кубка Нідерландів, ставав володарем Суперкубка Нідерландів.
Згодом з 1997 по 2008 рік грав у складі команд «Валвейк», «Валвейк», «Твенте», «Валвейк», «АДО Ден Гаг», «Вольфсбург» та ПСВ. Протягом цих років додав до переліку своїх трофеїв титул чемпіона Нідерландів, знову ставав володарем Кубка Нідерландів.
Завершив ігрову кар'єру у команді «НАК Бреда», за яку виступав протягом 2008—2010 років.

## Виступи за збірні
З 1995 року залучався до складу молодіжної збірної Нідерландів.

## Титули і досягнення
- Чемпіон Нідерландів (1):

ПСВ: 2007–2008
- Володар Кубка Нідерландів (2):

ПСВ: 1995–1996
«Твенте»: 2000–2001
- Володар Суперкубка Нідерландів (1):

ПСВ: 1996